# Дахна (пустиня)
Дахна (на арабски: صحراء الدهناء) е червена пустинна ивица на Арабския полуостров с дължина от около 1300 km и ширина от около 80 km. Дахна свързва пустините Нефуд на север и Руб ал-Хали на юг, като по този начин се формира единна пустинна област. Типични за пустинята Дахна са високите песъчливи дюни с червен цвят.